# Miltochrista okinawana
Miltochrista okinawana är en fjärilsart som beskrevs av Matsumura 1930. Miltochrista okinawana ingår i släktet Miltochrista och familjen björnspinnare. Inga underarter finns listade i Catalogue of Life.